# Gran Premi de Fórmula 1
|  | «Gran Premi» redirigeix aquí. Vegeu-ne altres significats a «Gran Premi de motociclisme». |

Un Gran Premi de Fórmula 1 és el nom d'una cursa d'aquesta disciplina automobilística. Aquestes curses es disputen normalment en circuits tancats construïts especialment per a aquesta classe d'esdeveniments i en alguns casos excepcionals també als carrers tancats d'una ciutat (com els GP d'Austràlia, Mònaco o València).
El GP comença amb uns entrenaments lliures el divendres, la qualificació el dissabte i la cursa el diumenge.
La tasca dels pilots és intentar aconseguir completar un cert nombre de voltes al voltant del circuit, un cop acabada la cursa l'organització premia els participants que han aconseguit finalitzar aquestes voltes més ràpidament.
Els resultats del Gran Premi tenen efecte a dos campionats: al Campionat Mundial de Pilots i al Campionat Mundial de Constructors de la temporada corresponent.